# Vladimir Jumin
Vladimir Sergeevič Jumin (in russo Владимир Сергеевич Юмин?; Omsk, 18 dicembre 1951 – 4 marzo 2016) è stato un lottatore sovietico, dal 1991 russo, specializzato nella lotta libera.

## Palmarès

### Olimpiadi
- 1 medaglia:
  - 1 oro (Montréal 1976 nei 57 kg)

### Mondiali
- 6 medaglie:
  - 4 ori (Istanbul 1974 nei 57 kg; Losanna 1977 nei 62 kg; Città del Messico 1978 nei 62 kg; San Diego 1979 nei 62 kg)
  - 1 argento (Minsk 1975 nei 57 kg)
  - 1 bronzo (Teheran 1973 nei 52 kg)

### Europei
- 3 medaglie:
  - 3 ori (Ludwigshafen 1975 nei 57 kg; Leningrado 1976 nei 57 kg; Bursa 1977 nei 62 kg)